# Avis (Pensilvania)
Avis es un borough ubicado en el condado de Clinton en el estado estadounidense de Pensilvania. En el año 2000 tenía una población de 1492 habitantes y una densidad poblacional de 1175.6 personas por km².

## Geografía
Avis se encuentra ubicado en las coordenadas 41°11′7″N 77°18′59″O / 41.18528, -77.31639.

## Demografía
Según la Oficina del Censo en 2000 los ingresos medios por hogar en la localidad eran de $31,083 y los ingresos medios por familia eran $39,167. Los hombres tenían unos ingresos medios de $30,250 frente a los $18,942 para las mujeres. La renta per cápita para la localidad era de $16,371. Alrededor del 9.8% de la población estaba por debajo del umbral de pobreza.